# Aijalon Gomes
Aijalon Mahli Gomes (19 de junho de 1979 - 17 de novembro de 2017) foi um professor norte-americano que foi detido na Coreia do Norte por entrar ilegalmente no país via China em 25 de janeiro de 2010. Em 27 de agosto de 2010, foi anunciado que o ex-presidente dos Estados Unidos Jimmy Carter havia garantido a libertação de Gomes. Em maio de 2015, Gomes publicou uma autobiografia, Violence and Humanity. Em novembro de 2017, ele foi encontrado queimado até a morte no que foi considerado suicídio. Sua morte foi considerada suicídio pelo San Diego County Medical Examiner, cujo relatório descobriu que Gomes havia sofrido transtorno de estresse pós-traumático após sua libertação da Coreia do Norte.